# Schefflera vinosa
Schefflera vinosa é uma Araliaceae, descrita pela primeira vez por Adelbert von Chamisso e Diederich Franz von Euler Schlechtendal, e tem o seu nome atual dado por David Gama Frodin e Pedro Fiaschi. Schefflera vinosa inclui-se no gênero Schefflera e na família Araliaceae. Não há subespécies listadas.